# Hillsboro (Oregon)
Hillsboro je město v okrese Washington County v severním Oregonu ve Spojených státech amerických. V roce 2020 zde žilo 106 447 obyvatel. Hillsboro se nachází asi 25 km západně od největšího oregonského města Portlandu.